# Misumenoides dasysternon
Misumenoides dasysternon är en spindelart som beskrevs av Cândido Firmino de Mello-Leitão 1943. 
Misumenoides dasysternon ingår i släktet Misumenoides och familjen krabbspindlar. Inga underarter finns listade i Catalogue of Life.